# Ivan Kovačec
Ivan Kovačec (phát âm tiếng Serbia-Croatia: [ǐʋaŋ koʋǎtʃets]; sinh ngày 27 tháng 6 năm 1988 ở Zagreb) là một cầu thủ bóng đá Croatia thi đấu ở vị trí tiền đạo chạy cánh cho FC Seoul.

## Sự nghiệp câu lạc bộ

### Ulsan Hyundai
Ngày 9 tháng 7 năm 2015, Kovačec gia nhập đội bóng K League 1 Ulsan Hyundai. Ngày 18 tháng 6 năm 2017, Kovačec's contract was officially terminated by mutual consent.

### FC Seoul
Ngày 13 tháng 7 năm 2017, Kovačec gia nhập the đội bóng K League 1 FC Seoul.